# Neubrandenburg
Neubrandenburg är en stad i den tyska delstaten Mecklenburg-Vorpommern. Sedan 4 september 2011 är staden huvudort i distriktet Mecklenburgische Seenplatte.
Staden grundades 1248 och är känd för sin välbevarade medeltida ringmur som står kvar trots att staden skadades svårt under andra världskriget.

## Geografi
Neubrandenburg ligger vid norra stranden av sjön Tollensesee. Väster om staden flyter ån Tollense, som kommer från sjön.

## Historia

### Befolkningsutveckling
Befolkningsutveckling  i Neubrandenburg
Källa:,
,,

## Vänorter
Neubrandenburg har följande vänorter:
- Collegno i Italien (sedan 1965)
- Villejuif i Frankrike (sedan 1966)
- Nevers i Frankrike (sedan 1973)
- Koszalin i Polen (sedan 1974)
- Petrozavodsk i Ryssland (sedan 1983)
- Flensburg i Tyskland (sedan 1987)
- Gladsaxe kommun i Danmark (sedan 1990)
- Nasaret i Israel (sedan 1998)
- Yangzhou i Kina (sedan 1999)

## Galleri

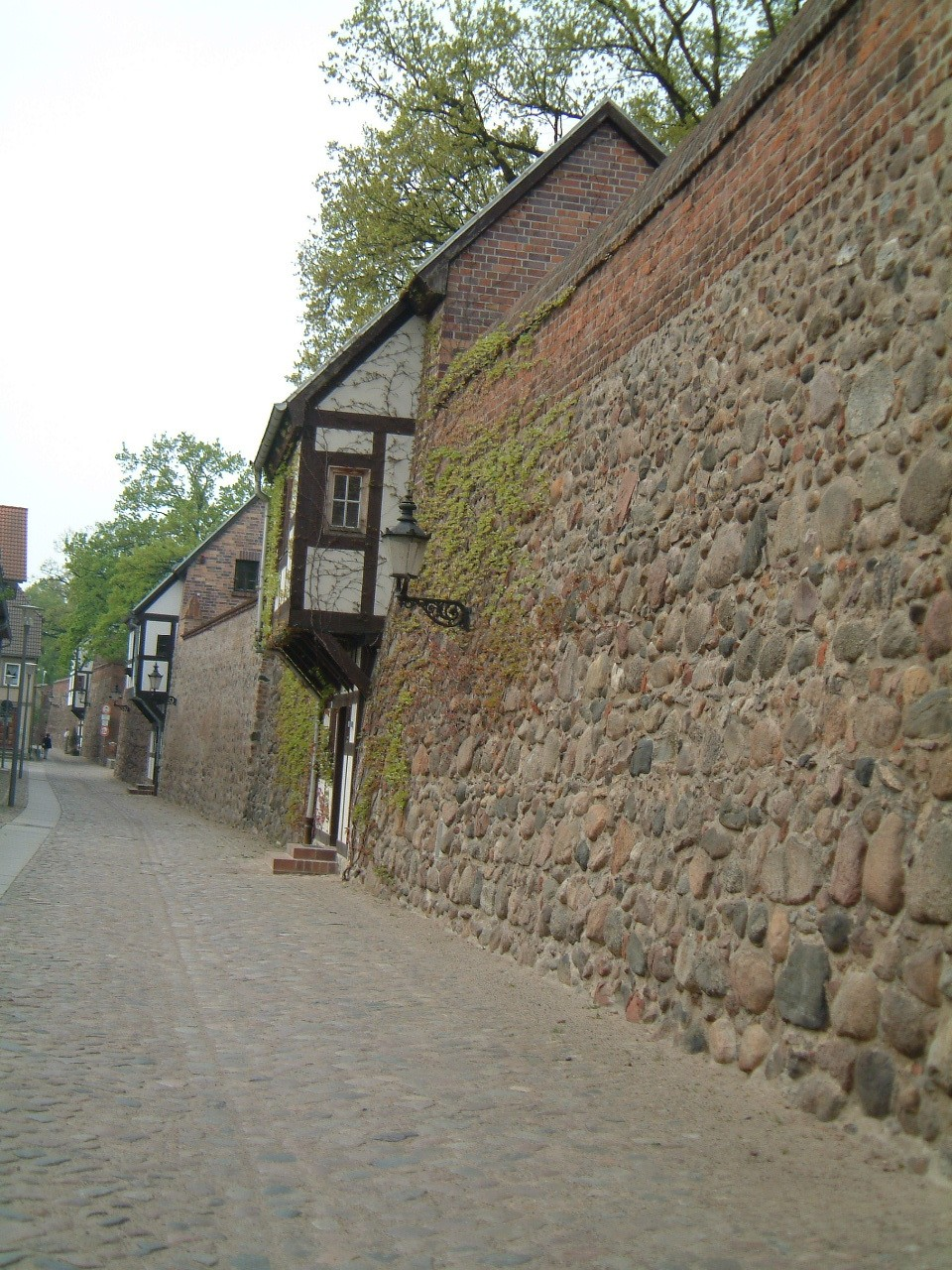
Del av ringmuren
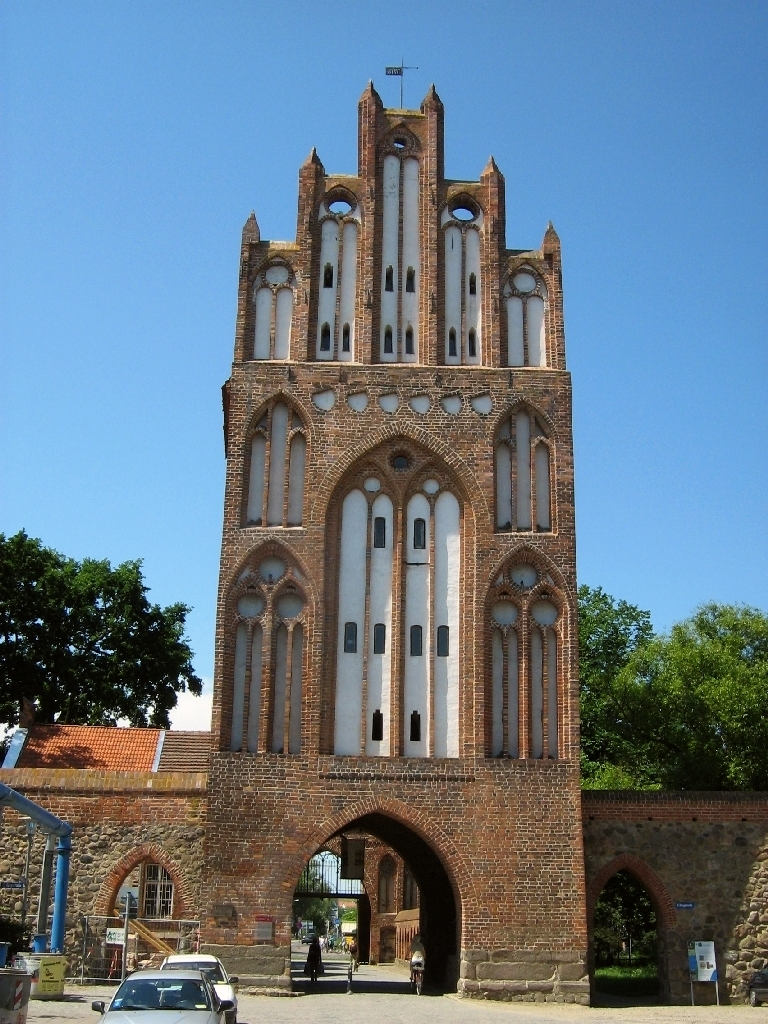
Treptowporten
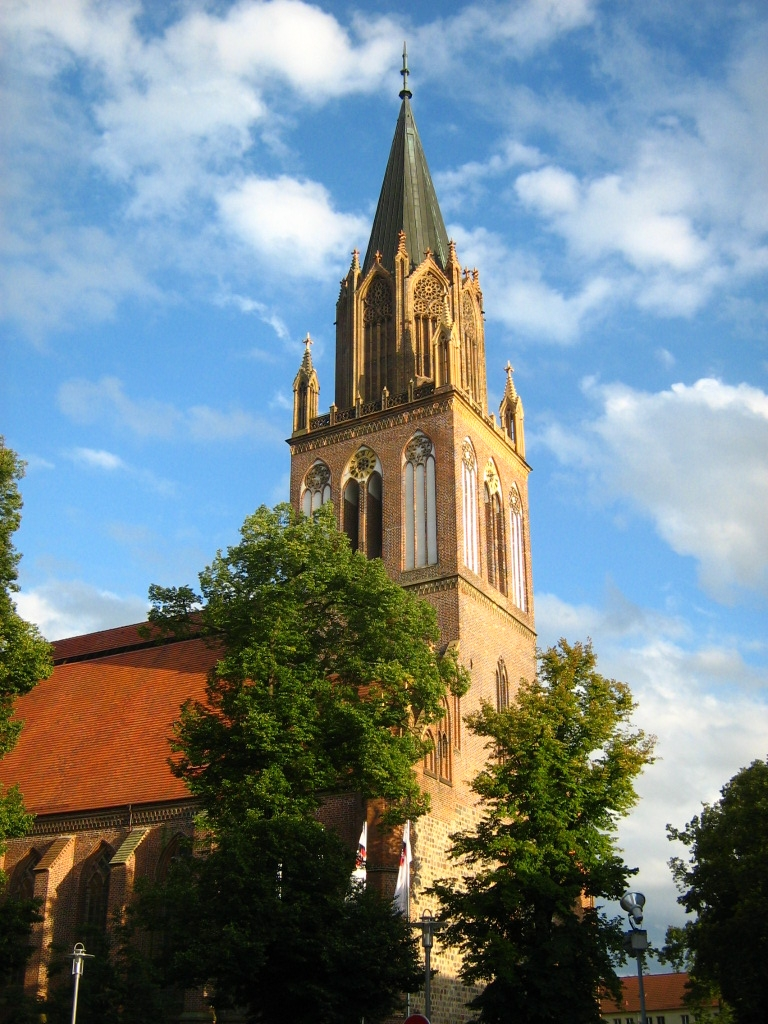
Kyrkan Marienkirche